# ぼくらは新世界で旅をする
ぼくらは新世界で旅をする(ぼくらはしんせかいでたびをする)は、『新世界グル〜プ』制作による旅動画シリーズ。ニコニコ動画を始め、YouTubeでも投稿されている。

## 概要
『新世界グル〜プ』は、男性４人でのグループ。ぼくらは新世界で旅をするは2013年2月14日から現在に至るまでニコニコ動画で投稿され続けている人気な旅動画の一つ。また、後に2013年03月19日からYouTubeでも投稿を始めた。略称は「ぼくたび」。動画を全て投稿しているのは「えふやん」。動画の主な内容は、それぞれの県でご当地の食材を買っていき、その地方の美味いものを盛り込んだ料理を作るというもの。また、旅動画以外にも「プチシリーズ」という何泊もする長編とは違い、日帰り旅行やレクリエーションの短編動画も投稿している。長編の旅動画は、現在大きく分けて「関東鍋編」、「北海道カレー編」、「中国拉麺編」、「四国バーガー編」、「自宅編」の４つがある。いづれも、完結している。また、短編のプチ動画は、「奥多摩編」、「絵画教室編」、「カート編」、「大吉の旅」、「真冬キャンプ編」の５つある。ニコニコ動画では全84本の動画がある。ニコニコ動画ではその中に、完結記念生放送も含まれている。ニコニコ動画には、投稿されていないが、YouTubeには「HIS」とコラボしていて、「札幌編」の旅動画もある。

## メンバー
動画では全員基本顔出しはしておらず、編集でそれぞれイメージカラーの顔アイコンをつけている。

### えふやん
- 人物

カラーは緑。ゲーム実況者。旅動画を作るのが長年の夢で、これらの動画の発案者でもある。絵を描く事、動画制作を趣味としていて、編集技術やイラストの技術は極めて高い。
- 動画内での担当
  - プロデューサー
  - 動画の編集
  - 動画内でのイラスト

### ろー
- 人物

カラーは赤。車関連のものが大好き。ギターを弾くことが趣味で動画内でも演奏をしていることがある。
英語も流暢でメンサの会員でもある。
Twitchに属していて本名は牧野。
- 動画内での担当
  - 参謀役
  - 運転手
  - 音響
  - 旅の中の細かい演出

### あうろん
- 人物

カラーはオレンジ。ゲーム実況者で、ゲームが大好き。偏食家で苦手なものが多い。
- 動画内での担当
  - 暇な車中を盛り上げる

### くるぶし(cool武士)
- 人物

カラーは水色。歌い手で、アニメ鑑賞が趣味。ファッションリーダーでもある。
- 動画内での担当
  - 暇な車中を盛り上げる

## シリーズ動画

### 旅動画
- 関東鍋編(全part:0〜part:14)

- 北海道カレー編(全part:0〜part:15)

- 中国拉麺編(全part:0〜part:15)

- HIS札幌編(全part:1〜part:8    番外編①〜⑤)　YouTubeのみでの公開

- 四国バーガー編(全part:0〜part:12)

- ロイヤルカリビアン豪華客船編（全part:1～part:5）YouTubeのみでの公開

- 自宅編（全part:1～part:7）

2021年3月29日現在

### プチシリーズ
- 奥多摩編(釣り動画)

- 絵画教室編(描いてみた)

- カート編(車載動画)

- 大吉の旅(神社仏閣)

- 真冬キャンプ(富士山麓)

2020年7月8日現在